# Шимейл
Шимейл (англ. shemale, she-male) — пейоративный термин для описания трансгендерных женщин, а также людей с мужскими гениталиями и женскими вторичными половыми признаками (женской грудью и феминизированным телом после гормональной терапии).
Термин используется в трансгендерной порнографии для обозначения трансгендерных порноактрис.

## История
Термин «шимейл» используется с середины XIX века, когда это было юмористическое разговорное слово для женщин, особенно агрессивных. Использование термина «шимейл» в адрес транс-женщины может означать, что она работает в секс-индустрии.
В современном обществе термин «шимейл» считается оскорбительным, насмешливым или неуважительным по отношению к трансгендерным людям.

## В науке
Этот термин используется отдельными психологами для обозначения трансгендерных женщин, совершивших трансгендерный переход, но никогда не подвергавшихся хирургической коррекции гениталий.
Некоторые биологи использовали термин «шимейл» для обозначения животных, не являющихся людьми, которые демонстрируют женские черты или поведение, например, женские феромоны, испускаемые рептилиями-самцами.

## В порнографии и эротике
Термин «шимейл» наряду с такими обозначениями, как chicks with dicks («тёлки с членами») и dolls with balls («куколки с шарами»), является маркетинговым ходом и используется в трансгендерной порнографии, при этом большинство трансгендерных женщин («М→Ж-транссексуалы») считают такое обозначение оскорбительным.
Образ «шимейл» является одним из распространённых мотивов в порнофильмах. Сцены, в которых трансгендерные женщины осуществляют пенетрацию мужчин, широко распространены в трансгендерной порнографии и рассчитаны на мужскую гетеросексуальную и бисексуальную аудиторию.